# Henry Cotton
Henry Thomas Cotton (Cheshire, 26 de enero de 1907 – 22 de diciembre de 1987) fue un golfista profesional inglés conocido por ganar en tres Open Championships.
Fue el mejor jugador profesional británico de golf de su generación. Cotton luchó mucho por mejorar la posición de los jugadores profesionales. Fue campeón del Open británico en 1934, 1937 y 1948. Jugó en tres equipos de la Copa Ryder, siendo capitán del combinado europeo en 1947 y capitán no jugador en 1953. Fue campeón del Mundo en la modalidad Matchplay de la PGA (Professional Golfers’ Association) en 1932, 1940 y 1946. Tras su retirada se convirtió en una autoridad en el juego como periodista y trabajó como arquitecto de campos de golf. Iba a ser nombrado sir en enero de 1988, pero falleció el año anterior.

## Primeros años
Henry Cotton asistió al Dulwich College, al sur de Londres, siendo un destacado jugador de críquet. Cotton y su hermano tomaron al golf como su segundo deporte en el Aquarius Golf Club en Honor Oak en 1920, y en 1923 ganó el Hutchings Trophy, el campeonato de ese club. Ambos hermanos dejaron el club en 1924 para hacerse profesionales.

## Carrera
Comenzó su carrera profesional a los 17 años de edad y fue conocido por trabajar arduamente en su juego. Puso gran énfasis en la precisión y difirió de los maestros de golf modernos en la gran importancia que daba a la colocación de las manos durante el swing. Aunque esto último concernía sobre todo a la sujeción correcta del palo de golf, también se refería a la posibilidad de aumentar la fuerza de las manos y los antebrazos. El golfista de competición, equipado con tales activos, podría contrarrestar cualquier contrariedad dentro del green. También afirmó la necesidad de "educar las manos", de forma que el golfista profesional estuviera atento a la posición de las manos durante el swing, algo desestimado por los maestros modernos, ya que prefieren un rol de las manos más pasivo. 
Alcanzó gran fama durante los años de la Gran Depresión con tres victorias en el Abierto Británico  de 1934, 1937 y 1948. Ganó muchos títulos del Circuito Europeo durante la década de 1930.
Durante la Segunda Guerra Mundial se alistó en la RAF, pero fue declarado inepto para el servicio por padecer úlceras y apendicitis, por lo que se dedicó a colectar dinero para la Cruz Roja jugando en enfrentamientos de exhibición. Esto le hizo ser nombrado MBE.
Cotton fue capitán de los equipos europeos que participaron en las ediciones de la Ryder Cup en 1947 y 1953.

## Retiro
Después de retirarse del golf profesional a comienzos de la década de 1950, Cotton llegó a ser un exitoso arquitecto de campos de golf, diseñando entre otros Le Méridien Penina en Algarve, Portugal. Cotton escribió diez libros y fundó la Golf Foundation, la cual ayuda a miles de jóvenes a iniciarse en el golf.
Fue seleccionado para el Salón de la Fama del Golf Mundial en 1980.
Cotton fue armado Caballero en 1988 y fue nombrado caballero comendador de la Orden de San Miguel y San Jorge. Se especuló que esto había sido de manera póstuma, ya que falleció por la misma época en la que fue anunciado públicamente. Sin embargo, aceptó este honor antes de morir.

## Campeonatos en los Majors

### Victorias (3)
| Año  | Campeonato                | Dif. tras 54 hoyos  | Resultado final   | Golpes de ventaja | Segundo lugar |
| ---- | ------------------------- | ------------------- | ----------------- | ----------------- | ------------- |
| 1934 | The Open Championship     | 10 golpes           | (67-65-72-79=283) | 5 golpes          | Sid Brews     |
| 1937 | The Open Championship (2) | Déficit de 3 golpes | (74-72-73-71=290) | 2 golpes          | Reg Whitcombe |
| 1948 | The Open Championship (3) | 2 golpes            | (71-66-75-72=284) | 5 golpes          | Fred Daly     |

### Resultados
| Torneo                | 1927 | 1928 | 1929 |
| --------------------- | ---- | ---- | ---- |
| The Masters           | NYF  | NYF  | NYF  |
| U.S. Open             | DNP  | DNP  | DNP  |
| The Open Championship | 9    | T18  | T32  |
| PGA Championship      | DNP  | DNP  | DNP  |

| Torneo                | 1930 | 1931 | 1932 | 1933 | 1934 | 1935 | 1936 | 1937 | 1938 | 1939 |
| --------------------- | ---- | ---- | ---- | ---- | ---- | ---- | ---- | ---- | ---- | ---- |
| The Masters           | NYF  | NYF  | NYF  | NYF  | DNP  | DNP  | DNP  | DNP  | DNP  | DNP  |
| U.S. Open             | DNP  | CUT  | DNP  | DNP  | DNP  | DNP  | DNP  | DNP  | DNP  | DNP  |
| The Open Championship | 8    | T10  | T10  | T7   | 1    | T7   | T3   | 1    | 3    | T13  |
| PGA Championship      | DNP  | DNP  | DNP  | DNP  | DNP  | DNP  | DNP  | DNP  | DNP  | DNP  |

| Torneo                | 1940 | 1941 | 1942 | 1943 | 1944 | 1945 | 1946 | 1947 | 1948 | 1949 |
| --------------------- | ---- | ---- | ---- | ---- | ---- | ---- | ---- | ---- | ---- | ---- |
| The Masters           | DNP  | DNP  | DNP  | NT   | NT   | NT   | DNP  | DNP  | T25  | DNP  |
| U.S. Open             | DNP  | DNP  | NT   | NT   | NT   | NT   | DNP  | DNP  | DNP  | DNP  |
| The Open Championship | NT   | NT   | NT   | NT   | NT   | NT   | T4   | T6   | 1    | DNP  |
| PGA Championship      | DNP  | DNP  | DNP  | NT   | DNP  | DNP  | DNP  | DNP  | DNP  | DNP  |

| Torneo                | 1950 | 1951 | 1952 | 1953 | 1954 | 1955 | 1956 | 1957 | 1958 | 1959 |
| --------------------- | ---- | ---- | ---- | ---- | ---- | ---- | ---- | ---- | ---- | ---- |
| The Masters           | DNP  | DNP  | DNP  | DNP  | DNP  | DNP  | T68  | T13  | DNP  | DNP  |
| U.S. Open             | DNP  | DNP  | DNP  | DNP  | DNP  | DNP  | T17  | DNP  | DNP  | DNP  |
| The Open Championship | DNP  | DNP  | 4    | DNP  | CUT  | T32  | T6   | T9   | T8   | T41  |
| PGA Championship      | DNP  | DNP  | DNP  | DNP  | DNP  | DNP  | DNP  | DNP  | DNP  | DNP  |

| Torneo                | 1960 | 1961 | 1962 | 1963 | 1964 | 1965 | 1966 | 1967 | 1968 | 1969 |
| --------------------- | ---- | ---- | ---- | ---- | ---- | ---- | ---- | ---- | ---- | ---- |
| The Masters           | DNP  | DNP  | DNP  | DNP  | DNP  | DNP  | DNP  | DNP  | DNP  | DNP  |
| U.S. Open             | DNP  | DNP  | DNP  | DNP  | DNP  | DNP  | DNP  | DNP  | DNP  | DNP  |
| The Open Championship | DNP  | T32  | DNP  | DNP  | DNP  | DNP  | DNP  | DNP  | DNP  | DNP  |
| PGA Championship      | DNP  | DNP  | DNP  | DNP  | DNP  | DNP  | DNP  | DNP  | DNP  | DNP  |

| Torneo                | 1970 | 1971 | 1972 | 1973 | 1974 | 1975 | 1976 | 1977 |
| --------------------- | ---- | ---- | ---- | ---- | ---- | ---- | ---- | ---- |
| The Masters           | DNP  | DNP  | DNP  | DNP  | DNP  | DNP  | DNP  | DNP  |
| U.S. Open             | DNP  | DNP  | DNP  | DNP  | DNP  | DNP  | DNP  | DNP  |
| The Open Championship | DNP  | DNP  | DNP  | DNP  | DNP  | DNP  | DNP  | CUT  |
| PGA Championship      | DNP  | DNP  | DNP  | DNP  | DNP  | DNP  | DNP  | DNP  |

NYF = Torneo no existente en ese entonces

NT = Sin torneo

DNP = No jugó

CUT = No pasó del corte medio

"T" = Indica un empate en un lugar

El fondo verde señala victorias. El fondo amarillo indica finalización dentro de los mejores 10 en ese torneo.